# Richard Whorf
Richard Whorf (Winthrop, 4 giugno 1906 – Santa Monica, 14 dicembre 1966) è stato un regista, attore e produttore cinematografico statunitense che ha lavorato molto anche per la televisione.

## Biografia
Richard Whorf nacque a Winthrop, nel Massachusetts da Sarah Lee e da Harry Whorf.

## Filmografia

### Regista (parziale)
- March On, America! (1942)
- Blonde Fever (1944)
- The Hidden Eye (1945)
- The Sailor Takes a Wife (1945)
- Nuvole passeggere (Till the Clouds Roll By) (1946)
- Accadde a Brooklyn (It Appened in Brooklyn) (1947)
- L'affascinante straniero (Love from a Stranger) (1947)
- Crociera di lusso (Luxury Liner) (1948)
- Botta senza risposta (Champagne for Caesar) (1959)
- La sposa illegittima (The Groom Wore Spurs) (1951)

### Attore (parziale)
- La sedia elettrica (Midnight), regia di Chester Erskine (1934)
- Blues in the Night, regia di Anatole Litvak (1941)
- Ribalta di gloria (Yankee Doodle Dandy), regia di Michael Curtiz (1942)
- Juke Girl
- Prigioniera di un segreto (Keeper of the Flame), regia di George Cukor (1942)
- Il segreto del golfo
- La croce di Lorena
- For God and Country (1943)
- L'impostore (The Impostor), regia di Julien Duvivier (1944)
- Vacanze di Natale (Christmas Holiday), regia di Robert Siodmak (1944)
- Blonde Fever, regia di Richard Whorf (1944)
- Assalto al cielo (Chain Lightning), regia di Stuart Heisler (1950)
- La sposa illegittima (The Groom Wore Spurs), regia di Richard Whorf (1951)

### Produttore (parziale)
- Le colline bruciano (The Burning Hills), regia di Stuart Heisler (1956)